# Listă de filme considerate cele mai bune
S-au realizat mai multe clasificări a celor mai bune filme din toate timpurile.

## Criticii de specialitate

### Premiul Oscar
Filmele care au câștigat cele mai multe premii Oscar din istorie sunt:
- Ben-Hur (1959), 11 premii
- Titanic (1997), 11 premii
- Stăpânul Inelelor: Întoarcerea Regelui (2003), 11 premii

De asemenea, există și trei filme care au câștigat 5 premii Oscar considerate cele mai importante (cel mai bun film, cel mai bun regizor, cel mai bun actor și actriță și cel mai bun scenariu).
- S-a întâmplat într-o noapte  (1934)
- Zbor deasupra unui cuib de cuci  (1975)
- Tăcerea mieilor  (1991)

## Recenzii ale criticilor
În 1949, criticul James Agee a caracterizat scena finală a filmului Luminile orașului (City Lights, 1931) ca fiind „cea mai bine jucată scenă care a fost văzută vreodată într-un film”.

## Vot popular propus

### Lista IMDb
Internet Movie Database, un site popular, are o listă a celor mai bune 250 de filme din istoria cinematografiei. Lista a fost făcută prin vot popular și se bazează pe voturi de la milioane de utilizatori.
| Poziție | Film                                                 | An   | Nota IMDb |
| ------- | ---------------------------------------------------- | ---- | --------- |
| 1       | Nașul I                                              | 1972 | 9.1       |
| 2       | The Shawshank Redemption                             | 1994 | 9.1       |
| 3       | Nașul II                                             | 1974 | 8.9       |
| 4       | Cel bun, cel rău, cel urât                           | 1966 | 8.8       |
| 5       | Pulp Fiction                                         | 1994 | 8.8       |
| 6       | Lista lui Schindler                                  | 1993 | 8.8       |
| 7       | Războiul stelelor - Episodul V: Imperiul contraatacă | 1980 | 8.8       |
| 8       | Casablanca                                           | 1942 | 8.8       |
| 9       | Zbor deasupra unui cuib de cuci                      | 1975 | 8.8       |
| 10      | Stăpânul Inelelor: Întoarcerea Regelui               | 2003 | 8.8       |

## Clasamente naționale

### ListaInstitutului American de Film
Această instituție a propus următoarea listă a celor mai bune filme americane:
1. Cetățeanul Kane (1941)
2. Casablanca (1942)
3. Nașul (1972)
4. Pe aripile vântului (1939)
5. Lawrence al Arabiei (1962)
6. Vrăjitorul din Oz (1939)
7. Absolventul (1967)
8. Pe chei (1954)
9. Lista lui Schindler (1993)
10. Cântând în ploaie (1952)

### ListaInstitutului Britanic de Film
Această instituție a propus următoarea listă:
1. Cetățeanul Kane (1941)
2. Vertigo (1958)
3. La Règle du jeu (1939)
4. Nașul și continuările sale (1972 - 1990)
5. Tōkyō Monogatari (1953)
6. 2001: A Space Odyssey (1968)
7. Crucișătorul Potemkin (1925)
8. Sunrise (1927)
9. 8½ (1963)
10. Cântând în ploaie (1952)

### PremiileGoya(Spania)
Premiile sunt acordate de Academia de Arte și Științe Cinematografice din Spania, care recompensează cele mai bune producții spaniole din fiecare an. Prima ediție datează din 1987. Filmele cele mai premiate sunt:
- Mar adentro (2004), 14 premii
- ¡Ay, Carmela! (1990), 13 premii
- Belle Époque (1992) 9 premii

### PremiileCésar(Franța)
Premiile sunt acordate din 1975 și recompensează cele mai bune producții franceze din fiecare an. Filmele cele mai premiate sunt:
- Le dernier métro (1981), 10 premii
- Cyrano de Bergerac (1991), 10 premii

### Japonia
- Rashomon (罗生门), 1950:  Acest film de Akira Kurosawa a fost primul film japonez care a câștigat recunoaștere la nivel mondial. Filmul este considerat încă cel mai bun de către japonezi; în timp ce sondajul Village Voice privind  "cele mai bune filme ale secolului" l-a clasat pe poziția 10.
- Cei șapte samurai (Shichinin no Samurai), 1954: Acest film de aventură, regizat tot de Akira Kurosawa, este adesea considerat unul dintre cele mai bune filme japoneze.

### Mexic
- El carreró dels miracles este cel mai premiat film din istoria Mexicului, având 49 de premii internaționale.

### România
Cele mai bune 10 filme românești, conform Uniunii Cineaștilor din România și Asociația Criticilor de Film, sunt:
- Reconstituirea – Lucian Pintilie, 1968
- Pădurea spînzuraților – Liviu Ciulei, 1965
- Moartea domnului Lăzărescu – Cristi Puiu, 2005
- 4 luni, 3 săptămâni și 2 zile – Cristian Mungiu, 2007
- Secvențe... – Alexandru Tatos, 1982
- Nunta de piatră – Mircea Veroiu, Dan Pița, 1973
- La moara cu noroc  - Victor Iliu, 1956
- A fost sau n-a fost?  – Corneliu Porumboiu, 2006
- Proba de microfon - Mircea Daneliuc, 1979
- Croaziera - Mircea Daneliuc, 1981

## Clasamente web-site-uri

### Rotten Tomatoes
În clasificarea de pe Rotten Tomatoes, Vrăjitorul din Oz (1939) se află pe primul loc. Lista celor mai bune 10 filme este următoarea:  
|    | Film                        | An   | Rating | Nr. recenzii |
| -- | --------------------------- | ---- | ------ | ------------ |
| 1  | The Wizard of Oz            | 1939 | 99%    | 107          |
| 2  | The Third Man               | 1949 | 100%   | 73           |
| 3  | Citizen Kane                | 1941 | 100%   | 69           |
| 4  | A Hard Day's Night          | 1964 | 99%    | 101          |
| 5  | All About Eve               | 1950 | 100%   | 63           |
| 6  | The Cabinet of Dr. Caligari | 1920 | 100%   | 48           |
| 7  | Modern Times                | 1936 | 100%   | 53           |
| 8  | The Godfather               | 1972 | 99%    | 84           |
| 9  | E.T. the Extra-Terrestrial  | 1982 | 98%    | 111          |
| 10 | Metropolis                  | 1927 | 99%    | 114          |

*Pentru a apărea în acest clasament, fiecare film trebuie să aibă cel puțin 40 de recenzii din partea criticilor de specialitate. 

### Metacritic
Lista Metacritic cuprinde aproape 9000 de filme în funcție de punctajul obținut. La 30 decembrie 2015, lista celor mai bune 10 filme era următoarea:
|    | Film                          | Premiera          | Punctaj |
| -- | ----------------------------- | ----------------- | ------- |
| 1  | Boyhood                       | 11 iulie 2014     | 100/100 |
| 2  | Pan's Labyrinth               | 29 decembrie 2006 | 98/100  |
| 3  | Hoop Dreams                   | 14 octombrie 1994 | 98/100  |
| 4  | 4 luni, 3 săptămâni și 2 zile | 23 ianuarie 2008  | 97/100  |
| 5  | 12 ani de sclavie             | 18 octombrie 2013 | 97/100  |
| 6  | Dr. Strangelove               | 29 ianuarie 1964  | 96/100  |
| 7  | Ratatouille                   | 29 iunie 2007     | 96/100  |
| 8  | Gravity                       | 4 octombrie 2013  | 96/100  |
| 9  | Carol                         | 20 noiembrie 2015 | 95/100  |
| 10 | The Club                      | 5 februarie 2016  | 95/100  |

## Cele mai bune filme de Crăciun
- Ne vedem în St. Louis (1944)
- Magazinul de după colț (1940)
- Miracolul din Strada 34 (1947)
- Tangerine (2015)
- Klaus: Poștașul și păpușarul (2019)
- Coșmar înainte de Crăciun (1993)
- Fiicele doctorului March (2019)
- Greu de ucis (1988)
- Carol (2015)
- O viață minunată (1946)

Sursa:

## Vezi și
- 100 de ani...100 de filme
- 100 de ani...100 de filme (a 10-a aniversare)
- Lista celor mai proaste filme
- Lista BFI a celor mai bune 100 de filme britanice